# Бабочка (звёздное скопление)
Скопле́ние Ба́бочка (известно также как M 6, NGC 6405 и Мессье 6) — рассеянное звёздное скопление в созвездии Скорпиона.

## История открытия
Скопление было открыто Джованни Баттистой Годиерной в 1654 году и каталогизировано Шарлем Мессье в 1764 году под номером 6 в его каталоге кометоподобных объектов.

## Характеристики
Оценки расстояния до скопления менялись с годами. Среднее расстояние по различным оценкам составляет 1600 световых лет, из чего следует, что его пространственные размеры составляет 12 световых лет. Большинство ярких звёзд скопления являются горячими голубыми гигантами спектрального класса B, однако ярчайшая звезда является оранжевым гигантом класса K. Эта звезда, известная как BM Скорпиона, классифицируется как полуправильная переменная звезда с яркостью, меняющейся от 5,5 до 7,0 звёздной величины. На цветных фотографиях Скопления Бабочки эта оранжевая звезда резко контрастирует с голубыми соседями по скоплению.

## Наблюдения

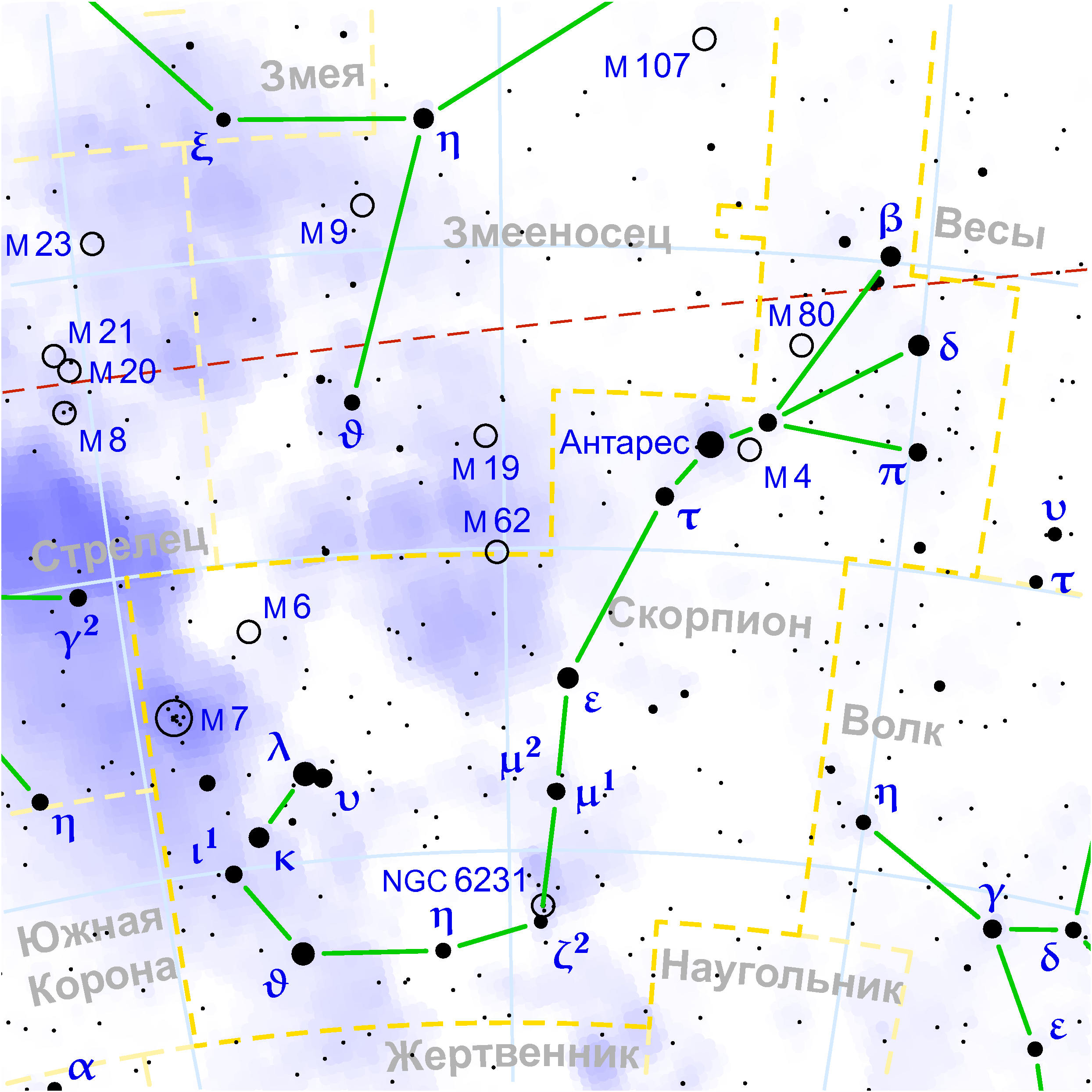
Скопление Бабочка в Созвездии Скорпиона

Это скопление лучше наблюдать летом в южных широтах (к примеру, на широте Сочи, Крыма или Владивостока). На чистом небе скопление в виде тусклого пятнышка видно невооружённым глазом. В бинокль заметна звёздная природа этого объекта. В телескоп средней апертуры это рассеянное скопление распадается на три-четыре десятка звёзд разной яркости и становится видна зеркальная симметрия в их размещении. Рисунок звёздных цепочек удивительно симметричный и напоминает фигуру бабочки с разложенными крыльями и V-образными усиками.

### Соседи по небу из каталога Мессье
- M 7 — (на юго-восток) «Скопление Птолемея» видимое невооружённым глазом как компактное облачко над «хвостом» Скорпиона;
- M 4 — (на северо-запад) шаровое скопление у Антареса (альфы Скорпиона);
- M 8 — (на северо-восток, в Стрельце) туманность «Лагуна»